# Armeria cantabrica
Armeria cantabrica är en triftväxtart som beskrevs av Pierre Edmond Boissier, Georges François Reuter, Heinrich Moritz Willkomm och Johan Martin Christian Lange. Armeria cantabrica ingår i släktet triftar, och familjen triftväxter. Inga underarter finns listade i Catalogue of Life.